# 許有為
許有為（英語：Hsu Yau-wai，1982年—），香港建制派人士，民建聯成員，現任香港觀塘區議會委任議員，曾任觀塘區議會安達選區議員。